# جامعة الجزائر 3
جامعة الجزائر3 إبراهيم سلطان شيبوط أو جامعة الجزائر 3 دالي إبراهيم كما كانت تسمى سابقا هي جامعة جزائرية حكومية، تقع في بلدية دالي إبراهيم بالجزائر العاصمة. تم إنشائها في 22 أكتوبر 2009 بموجب المرسوم التنفيذي رقم 09-341 وقد سميت جامعة دالي إبراهيم بجامعة الجزائر 3 بعد تقسيم جامعة الجزائر إلى ثلاثة جامعات. تتكون الجامعة من كليتين ومعهد: كلية العلوم الاقتصادية، كلية علوم التسيير كلية العلوم السياسية والعلاقات الدولية، كلية العلوم الإعلام والإتصال ومعهد التربية البدنية والرياضية.

## كليات ومعاهد الجامعة
- كلية العلوم الاقتصادية وعلوم التسيير.
- كلية علوم الإعــــلام والإتصال: وتقع في وادي حيدرة في شارع دودو مختار الشارع المكتظ بمقرات السفارات كالسفارة السعودية والعمانية والنيجيرية والنرويجية والإيرانية وكذا مقر إقامة السفير الفنزويلي.
- كلية العلوم السياسية والعلاقات الدولية.
- معهد التربية البدنية والرياضية.